# ماكسيميانو ماركيث أورثكو
ماكسيميانو ماركيث أورثكو (بالإسبانية: Maximiano Márquez Orozco)‏ عسكري مكسيكي، وُلد في شيواوا عام 1867، وترعرع في ماديرا. كان مقدمًا في فرقة الشمال المكسيكية خلال الثورة المكسيكية، والمسئول عن الأمور المالية في بلدية سان خوسيه دي بابيكورا بولاية شيواوا. وهو ابن شقيق باسكوال أورثكو.